# 小华溪蟹
小华溪蟹（学名：Sinopotamon parvum）为溪蟹科华溪蟹属的动物。在中国大陆，分布于贵州等地，常生活于山区溪流石块下。